# John Schlesinger
John Richard Schlesinger (Londra, 16 febbraio 1926 – Palm Springs, 25 luglio 2003) è stato un regista, attore e sceneggiatore britannico, vincitore del premio Oscar al miglior regista nel 1970 per il suo Un uomo da marciapiede.

## Biografia
Schlesinger nacque a Londra il 16 febbraio del 1926 da una famiglia ebraica, figlio di Bernard Edward Schlesinger, un medico, e di Winifred Henrietta Regensburg, una casalinga. Dopo aver partecipato alla guerra, si avvicinò al cinema e qui incontrò Peter Finch, accanto al quale esordì come attore nel film La battaglia di Rio della Plata (1956), e proseguì con La casbah di Marsiglia (1957). Seguì Il garofano verde (1960), in cui Finch impersonò Oscar Wilde. 
Esordì alla regia con Una maniera d'amare (1962) seguito da Billy il bugiardo (1963), storia di un uomo che non riesce ad uscire dai suoi sogni, e Darling (1965), con Julie Christie, Dirk Bogarde, Laurence Harvey, storia di una ragazza irrequieta che s'innamora prima di un giornalista colto, poi di un pubblicitario, infine di un nobile italiano. 
Nella seconda metà degli anni sessanta diresse Via dalla pazza folla (1967), che anticipa le tematiche del suo capolavoro, Un uomo da marciapiede (1969), la storia di un emarginato (Jon Voight) che vuole diventare qualcuno. Il film consentì a Schlesinger di affermarsi anche a Hollywood. Negli anni settanta lavorò per l'ultima volta con Finch in Domenica, maledetta domenica (1971) e in seguito predilesse il genere thriller: realizzò l'episodio La maratona per il film documentario Ciò che l'occhio non vede (1972), diresse Il giorno della locusta (1975) e Il maratoneta (1976), che vide Hoffman nei panni di un giovane ed introverso ragazzo ebreo, misurarsi con Laurence Olivier nei panni di uno spietato criminale di guerra nazista. 
Farà interpretare a Timothy Hutton un giovane impiegato americano che decritta i dispacci dei servizi segreti per poi cederli al KGB ne Il gioco del falco (1985). Diresse Anthony Hopkins in The Innocent (1993) mentre Sally Field fu la protagonista di La prossima vittima (1996). 
Il suo ultimo film fu la commedia Sai che c'è di nuovo? (2000), con Madonna e Rupert Everett, per la quale fu candidato ai Razzie Awards come peggior regista dell'anno.
Schlesinger morì nel 2003 per le complicazioni dovute ad un ictus che dal 2000 lo aveva portato al coma.

## Filmografia

### Regista

#### Cinema
- The Starfish (1950) – Co-regia con Alan Cooke
- Sunday in the Park (1956) – Cortometraggio documentario
- Terminus (1961) – Cortometraggio documentario
- Una maniera d'amare (A Kind of Loving) (1962)
- Billy il bugiardo (Billy Liar) (1963)
- Darling (1965)
- Via dalla pazza folla (Far from the Madding Crowd) (1967)
- Un uomo da marciapiede (Midnight Cowboy) (1969)
- Domenica, maledetta domenica (Sunday, Bloody Sunday) (1971)
- Ciò che l'occhio non vede (Visions of Eight) (1973) – Documentario, episodio La maratona
- Il giorno della locusta (The Day of the Locust) (1975)
- Il maratoneta (Marathon Man) (1976)
- Yankees (Yanks) (1979)
- Crazy Runners - Quei pazzi pazzi sulle autostrade (Honky Tonk Freeway) (1981)
- Il gioco del falco (The Falcon and the Snowman) (1985)
- The Believers - I credenti del male (The Believers) (1987)
- Madame Sousatzka (1988)
- Uno sconosciuto alla porta (Pacific Heights) (1990)
- The Innocent (1993)
- La prossima vittima (Eye for an Eye) (1996)
- Sai che c'è di nuovo? (The Next Best Thing) (2000)

#### Televisione
- Monitor - (1958-1961) – Serie di documentari[3]
- The Valiant Years - (1961) – Documentario
- The Wednesday Play - (1967) – Serie Tv, episodio Days in the Trees
- Un inglese espatriato (An Englishman Abroad) - (1983) – Film Tv
- Separate Tables - (1983) – Film Tv
- Screen One (1991) – Serie Tv, episodio Una questione di attribuzione
- Cold Comfort Farm (1995) – Film Tv
- La bottega degli orrori di Sweeney Todd (The Tale of Sweeney Todd) - (1997) – Film Tv

### Attore

#### Cinema
- Marinai del re (Single-Handed), regia di Roy Boulting (1953) – Non accreditato
- Il figlio conteso (The Divided Heart), regia di Charles Crichton (1954)
- Oh... Rosalinda!!, regia di Michael Powell e Emeric Pressburger (1955)
- L'ultimo uomo da impiccare (The Last Man to Hang?), regia di Terence Fisher (1956)
- La battaglia di Rio della Plata (The Battle of the River Plate), regia di Michael Powell ed Emeric Pressburger (1956) – Non accreditato
- 4 in legge (Brothers in Law), regia di Roy Boulting (1957)
- La casbah di Marsiglia (Seven Thunders), regia di Hugo Fregonese (1957) – Non accreditato
- Stormy Crossing, regia di C.M. Pennington-Richards (1958)
- Billy il bugiardo (Billy Liar), regia di John Schlesinger (1963) – Non accreditato
- Darling, regia di John Schlesinger (1965) – Non accreditato
- Uno sconosciuto alla porta (Pacific Heights), regia di John Schlesinger (1990) – Non accreditato
- The Lost Language of Cranes, regia di Nigel Finch (1991)
- L'orgoglio di un figlio (The Twilight of the Golds), regia di Ross Kagan Marks (1996)

#### Televisione
- Sunday Night Theatre (1953) – Serie Tv, episodi As You Like It, As You Like It/II, Will Shakespeare e The Bridge
- A Loan from Lorenzo, regia di Dorothy Johnson (1953) – Film Tv
- The Vise (1955) – Serie Tv, episodio Death Mask
- As I Was Saying (1955) – Serie Tv, episodio A Deal in Diving
- The Adventures of Annabel (1955) – Serie Tv, episodio Say It with Music
- Colonnello March (Colonel March of Scotland Yard) – serie TV, episodio 1x15 (1956)
- The Buccaneers (The Buccaneers) (1956) – Serie Tv, episodio The Surgeon of Sangre Rojo
- The Grove Family (1956-1957) – Serie Tv, episodi The Prescription e Business as Usual
- Robin Hood (The Adventures of Robin Hood) (1956-1957) – Serie Tv, episodi The Haunted Mill e The Dowry
- A Woman of Property, regia di Chloe Gibson (1957) – Film Tv
- Assignment Foreign Legion – serie TV, episodio 1x18 (1957)
- The Adventures of Aggie (1957) – Serie Tv, episodio Swiss Stakes
- ITV Television Playhouse (1957) – Serie Tv, episodio Million Dollar Smile
- Armchair Theatre (1957) – Serie Tv, episodio Now Let Him Go
- Ivanhoe (1958) – Serie Tv, episodio The Masked Bandits
- Brothers-in-Law, regia di E.W. Swackhamer (1985) – Film Tv

## Riconoscimenti
- Premio Oscar
  - 1966 – Candidatura per il miglior regista per Darling
  - 1970 – Miglior regista per Un uomo da marciapiede
  - 1972 – Candidatura per il miglior regista per Domenica, maledetta domenica
- Golden Globe
  - 1966 – Candidatura per il miglior regista per Darling
  - 1970 – Candidatura per il miglior regista per Un uomo da marciapiede
  - 1977 – Candidatura per il miglior regista per Il maratoneta
- BAFTA Awards
  - 1962 – Miglior cortometraggio per Terminus
  - 1966 – Candidatura per il miglior film britannico per Darling
  - 1970 – Miglior regista per Un uomo da marciapiede
  - 1972 – Miglior regista per Domenica, maledetta domenica
  - 1980 – Candidatura per il miglior regista per Yankees
  - 1996 – BAFTA Fellowship
- BAFTA Television Awards
  - 1984 – Miglior dramma televisivo per An Englishman Abroad
  - 1992 – Miglior dramma televisivo per Una questione di attribuzione (episodio di Screen One) – Condiviso con Innes Lloyd e Alan Bennett
- David di Donatello
  - 1970 – Miglior regista straniero per Un uomo da marciapiede
  - 1972 – Miglior regista straniero per Domenica, maledetta domenica
  - 1980 – David Europeo per Yankees
- Directors Guild of America Award
  - 1966 – Candidatura per il miglior regista cinematografico per Darling
  - 1970 – Miglior regista cinematografico per Un uomo da marciapiede
  - 1972 – Candidatura per il miglior regista cinematografico per Domenica, maledetta domenica
- Directors Guild of Great Britain
  - 2002 – Premio alla carriera
- Evening Standard British Film Awards
  - 1980- Miglior film per Yankees
- Festival cinematografico internazionale di Mosca
  - 1965 – Candidatura al Grand Prix per Darling
- Festival internazionale del cinema di Berlino
  - 1962 – Orso d'oro per Una maniera d'amare
  - 1969 – Premio OCIC per Un uomo da marciapiede
  - 1969 – Candidatura all'Orso d'oro per Un uomo da marciapiede
- Hollywood Film Awards
  - 1999 – Miglior regista
- Kansas City Film Critics Circle Awards
  - 1970 – Miglior regista per Un uomo da marciapiede
- Laurel Awards
  - 1971 – Candidatura per il miglior regista
- Mostra internazionale d'arte cinematografica di Venezia
  - 1963 – Candidatura al Leone d'oro per Billy il bugiardo
  - 1988 – Candidatura al Leone d'oro per Madame Sousatzka
- Nastro d'argento
  - 1970 – Regista del miglior film straniero per Un uomo da marciapiede
- National Board of Review of Motion Pictures Awards
  - 1966 – Miglior regista per Darling
  - 1980 – Miglior regista per Yankees
- New York Film Critics Circle Awards
  - 1965 – Miglior regista per Darling
- Palm Springs International Film Festival
  - 2001 – Premio alla carriera
- Premio Bodil
  - 1970 – Miglior film non europeo per Un uomo da marciapiede
- Telluride Film Festival
  - 1995 – Silver Medallion Award